# Plein (Allemagne)
Pour les articles homonymes, voir Plein.
Plein est une municipalité allemande située dans le land de Rhénanie-Palatinat et l'arrondissement de Bernkastel-Wittlich.